# Millie Bright
Millie Bright, född 21 augusti 1993 i Chesterfield, är en engelsk fotbollsspelare (försvarare) som representerar Chelsea och det engelska landslaget. Bright var en del av det engelska landslaget under både VM i Frankrike år 2019 och EM på hemmaplan i England år 2022.